# Памятник Клавдии Назаровой
Памятник Клавдии Назаровой — памятник в городе Остров Псковской области. Монумент посвящён партизанке Клавдии Назаровой.

## Описание
Памятник находится на площади Клавдии Назаровой в городе Остров. Монумент был установлен 19 мая 1963 года. Фигура героини находится на постаменте, собранном из трех крупных гранитных блоков. На постаменте надпись:
| Герою Советского союза руководителю островской комсомольской группы старшей пионервожатой К. И. Назаровой (1918–1942 гг.) от пионеров и молодёжи |